# Baud (telecommunicatie)
Baud is een eenheid die het aantal signaalwisselingen ofwel symbolen per seconde op een datatransmissiekanaal, of meer algemeen, op een informatieverbinding aangeeft. De eenheid ontleent zijn naam aan Émile Baudot, de uitvinder van de baudotcode voor telegrafie.
Baud wordt vaak onterecht als synoniem gezien van bits per seconde. De uitspraak dat men een modem van 56k baud heeft is daarom niet correct: 56k is de bitrate die wordt bereikt door een 7 bits-symbool met 8000 symbolen per seconde te verzenden.
Het maximaal aantal signaalwisselingen dat een kanaal kan overdragen, is afhankelijk van de bandbreedte van het kanaal. Een normale telefoonlijn heeft een kunstmatig begrensde bandbreedte van ongeveer 3000 hertz. Er is een fundamentele grens voor dit kanaal die in 1924 door Harry Nyquist werd bepaald. Nyquist leidde af dat voor een kanaal van 3000 Hz de maximale snelheid van signaalwisselingen 6000× bedroeg. Voor binaire signalen bedraagt zodoende de maximale snelheid over het kanaal 6000 bit/s en is de lijnsnelheid dus ook 6000 baud.
Wel kan men, door de signaalwisselingen uit meer dan twee niveaus te laten bestaan, meer dan binaire informatie overbrengen. Door bijvoorbeeld acht signaalniveaus te definiëren, wordt per signaalwisseling drie bits informatie overgebracht (23), zodat de snelheid nu 18 000 bits per seconde bedraagt (bij nog steeds 6000 baud). 
De maximale datasnelheid van een kanaal wordt gegeven door de wet van Shannon-Hartley. Voor een telefoonlijn behoort de signaal-ruisverhouding minimaal 30 dB te zijn. Dat wil zeggen: de ruis is minstens een factor 1000 (= 10(30/10)) zwakker dan het signaal. Bij 3000 Hz en 30 dB resulteert dit in een kanaalcapaciteit van circa 30 000 bits per seconde.
Als gevolg daarvan dacht men tot eind 20e eeuw dat de maximale snelheid over een telefoonlijn op ongeveer 30 000 bits per seconde zou liggen. De nieuwste coderingstechnieken hebben er echter toe geleid dat de snelheden nog verder opgeschroefd konden worden, waarbij in 2001 de grens van ongeveer 57 000 bit/s is gehaald en in de jaren erna door bleef stijgen tot enkele tientallen megabits per seconde (ADSL en opvolgers). Bij die technieken wordt gebruikgemaakt van adaptieve detectoren.
Voorbeeld:
Een modem van 2400 bit/s seint, door gebruik te maken van symbolen die vier bits informatie overdragen, met een snelheid van 600 baud.